# Еберхардинги
Еберхардингите (на немски: Eberhardinger) са швабски благороднически род от Швейцария.
Те са графове на Цюрихгау (с център днешен Цюрих) и на Тургау и фогти на манастир Айнзиделн.
През 889 г. според документ Еберхард I е първият граф в Цюрихгау. През 1050 г. те построяват отново замък Неленбург, на който от 1096 г. фамилията се нарича графове на Неленбург.
След три генерации Еберхардингите измират по мъжка линия, след което ландграфството Неленбург отива на графовете от Феринген.
Най-важните Еберхардинги са:
- Еберхард I (889 доказан), ок. 900 г. граф в Цюрихгау, ∞ Гизела
- Регелинда († 958), съпруга на херцозите Бурхард II (Бурхардинги) и Херман I (Конрадини) от Херцогство Швабия
- Еберхард I Блажени († 1076/79), строител на Неленбург, роднина на папа Лъв IX
- Удо/Уто (X 1078), негов син, от 1066 г. архиепископ на Трир
- Буркхард III († 1106), негов брат, първият граф на Неленбург